# Biblis pasira
Biblis pasira är en fjärilsart som beskrevs av Doubleday 1848. Biblis pasira ingår i släktet Biblis och familjen praktfjärilar. Inga underarter finns listade i Catalogue of Life.